# Macclesfield (Carolina del Nord)
Macclesfield è un comune degli Stati Uniti d'America, situato in Carolina del Nord, nella contea di Edgecombe.